# Plaszow
Plaszow era um pequeno povoado nos arredores da Cracóvia em que os nazistas, em dezembro de 1941, construíram  um campo de concentração. 
Por ser próximo, fazia parte de um futuro plano de evacuação do Gueto de Cracóvia. Em 13 de março de 1943, o plano foi concretizado com extrema crueldade; e aqueles que não pereceram na evacuação foram confinados em Plaszow. Amon Göth, um oficial da SS de origem austríaca era seu comandante. 
Este local foi bem retratado no filme A Lista de Schindler de Steven Spielberg.

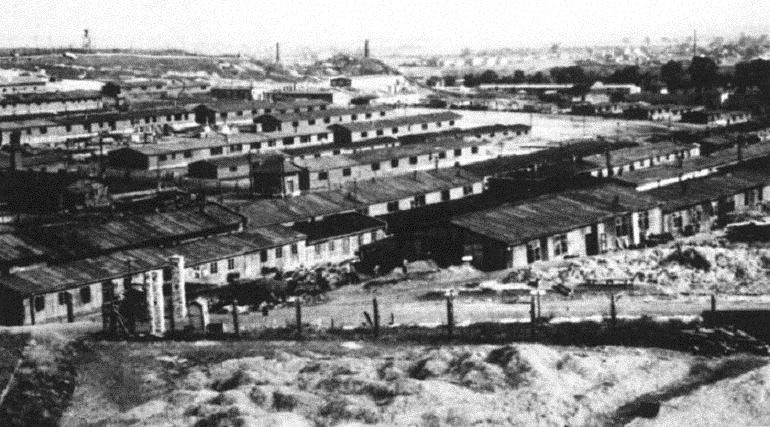
Vista do Campo de Concentração de Plaszow

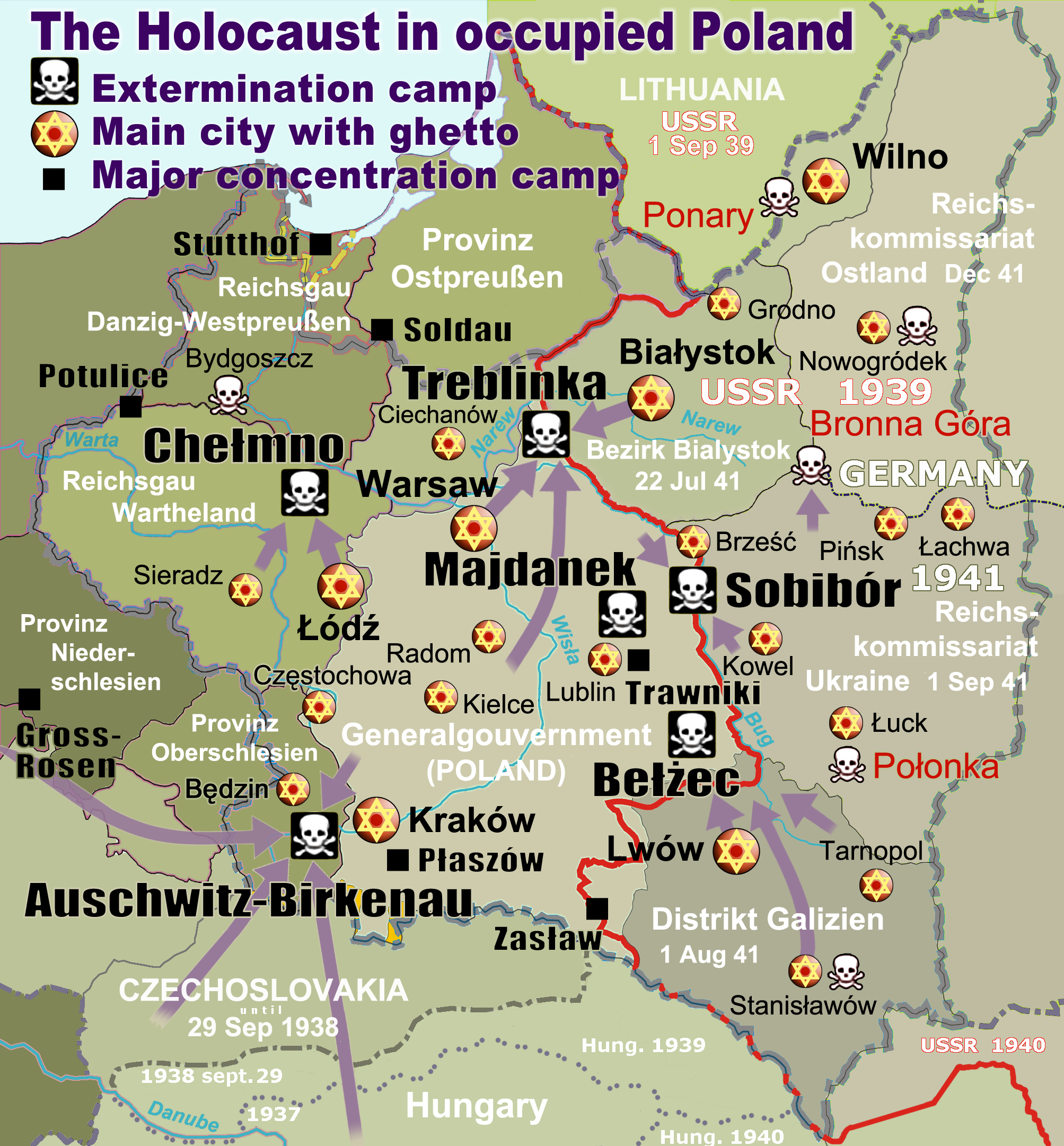
Localização do campo.